# Over the Top (film 1918)
Over the Top è un film muto del 1918 diretto da Wilfrid North.

## Trama
Dopo l'affondamento del Lusitania, l'americano James Garrison "Garry" Owen si unisce all'esercito britannico, combattendo valorosamente. Rimasto ferito, viene ricoverato in ospedale. Quando lo dimettono, ritorna per la convalescenza a New York dove conosce e s'innamora di Helen Lloyd. I due innamorati pianificano il loro futuro, progettando di sposarsi a guerra finita, quando Garry ritornerà dalla Francia, dove sta per partire con il contingente americano. Ai suoi ordini, c'è anche Albert, il fratello di Helen. Il giovane, durante un combattimento, preso da panico, abbandona il suo posto e Garry è costretto a denunciarlo. Albert viene condannato a morte ma, quando il nemico attacca la compagnia, si comporta e muore da eroe.
Nel frattempo, Helen è stata rapita da Friederich von Emden, un ufficiale tedesco, che la porta nel suo quartier generale, situato nel castello di Madame Arnot, in Belgio. Von Emden cattura Garry e gli ordina di partecipare a un banchetto organizzato in occasione del suo matrimonio forzato con Helen. Sonia, una vecchia domestica del castello, però, avvelena gran parte degli ospiti. Garry uccide von Emden e fugge con la fidanzata, riuscendo ad attraversare le linee alleate.

## Produzione
Il film fu prodotto dalla Vitagraph Company of America. Venne girato a Camp Wheeler, a Macon in Georgia

## Distribuzione
Distribuito dalla Greater Vitagraph (V-L-S-E), il film fu proiettato in prima a New York e uscì nelle sale cinematografiche statunitensi il 31 marzo 1918.